# Campeonato Europeo de Taekwondo de 2006
El XVII Campeonato Europeo de Taekwondo se realizó en Bonn (Alemania) entre el 26 y el 28 de mayo de 2006 bajo la organización de la Unión Europea de Taekwondo (ETU) y la Federación Alemana de Taekwondo.

## Medallistas

### Masculino
| Evento | Oro                                  | Plata                         | Bronce                                                      |
| ------ | ------------------------------------ | ----------------------------- | ----------------------------------------------------------- |
| –54 kg | Seifula Magomedov · Rusia            | Zahid Məmmədov Azerbaiyán     | Ilías Mijailidis · Grecia · Marius Niță · Rumania           |
| –58 kg | Levent Tuncat · Alemania             | Alan Nogayev · Rusia          | Malik Mokdad · Francia · Diego Redina · Italia              |
| –62 kg | İlkin Şahbazov Azerbaiyán            | Cuneyt Hamid Dinamarca        | Rikkos Pattichis Chipre Kıvanç Dinçsalman Turquía           |
| –67 kg | Dennis Bekkers · Países Bajos        | Tom Hovav Israel              | Omar Badía · España · Aslanbek Dzitiyev · Rusia             |
| –72 kg | Claudio Nolano · Italia              | Serdar Akın Turquía           | Davoud Etminani · Reino Unido · Tommy Mollet · Países Bajos |
| –78 kg | Thijs Oude Luttikhuis · Países Bajos | Rəşəd Əhmədov Azerbaiyán      | Bashir Adam · Alemania · Craig Brown · Reino Unido          |
| –84 kg | Jon García Aguado · España           | Bahri Tanrıkulu Turquía       | Təvəkkül Bayramov Azerbaiyán Tomaž Zakrajšek Eslovenia      |
| +84 kg | Mickaël Borot Francia                | Ferry Greevink · Países Bajos | Leonardo Basile · Italia · Karol Franz · Polonia            |

### Femenino
| Evento | Oro                           | Plata                        | Bronce                                                           |
| ------ | ----------------------------- | ---------------------------- | ---------------------------------------------------------------- |
| –47 kg | Belén Asensio · España        | Şəhrun Yusifova Azerbaiyán   | Viktoriya Fomenko · Rusia · Ioanna Kutsú · Grecia                |
| –51 kg | Hanna Soroka · Ucrania        | Hanna Zajc · Suecia          | Fotiní Birba · Grecia · Nelli Shakarian · Rusia                  |
| –55 kg | Federica Mastrantoni · Italia | Margarita Mkrtchian · Rusia  | Nives Ambruš · Croacia · Andrea Rica · España                    |
| –59 kg | Pinar Budak · Alemania        | Nina Kläy · Suiza            | Veronica Calabrese · Italia · Martina Zubčić · Croacia           |
| –63 kg | Muriel Bujalance · España     | Helena Fromm · Alemania      | Olha Cherkun · Ucrania · Lie Kylborn · Suecia                    |
| –67 kg | Sibel Güler Turquía           | Gwladys Épangue Francia      | Nina Solheim · Noruega · Caroline Persson · Suecia               |
| –72 kg | Sarah Stevenson Reino Unido   | Tuğba Abuş Turquía           | Aitziber los Arcos · España · Annette van Deursen · Países Bajos |
| +72 kg | Laurence Rase · Bélgica       | Karolina Kedzierska · Suecia | Mariya Koniajina · Rusia · Rosana Simón Álamo · España           |

## Medallero
| Núm. | País         | Oro | Plata | Bronce | Total |
| ---- | ------------ | --- | ----- | ------ | ----- |
| 1    | España       | 3   | 0     | 4      | 7     |
| 2    | Países Bajos | 2   | 1     | 2      | 5     |
| 3    | Alemania     | 2   | 1     | 1      | 4     |
| 4    | Italia       | 2   | 0     | 3      | 5     |
| 5    | Azerbaiyán   | 1   | 3     | 1      | 5     |
| 5    | Turquía      | 1   | 3     | 1      | 5     |
| 7    | Rusia        | 1   | 2     | 4      | 7     |
| 8    | Francia      | 1   | 1     | 1      | 3     |
| 9    | Reino Unido  | 1   | 0     | 2      | 3     |
| 10   | Ucrania      | 1   | 0     | 1      | 2     |
| 11   | Bélgica      | 1   | 0     | 0      | 1     |
| 12   | Suecia       | 0   | 2     | 2      | 4     |
| 13   | Dinamarca    | 0   | 1     | 0      | 1     |
| 13   | Israel       | 0   | 1     | 0      | 1     |
| 13   | Suiza        | 0   | 1     | 0      | 1     |
| 16   | Grecia       | 0   | 0     | 3      | 3     |
| 17   | Croacia      | 0   | 0     | 2      | 2     |
| 18   | Chipre       | 0   | 0     | 1      | 1     |
| 18   | Eslovenia    | 0   | 0     | 1      | 1     |
| 18   | Noruega      | 0   | 0     | 1      | 1     |
| 18   | Polonia      | 0   | 0     | 1      | 1     |
| 18   | Rumania      | 0   | 0     | 1      | 1     |
|      | TOTAL        | 16  | 16    | 32     | 64    |